# Kyra Fortuin
Kyra Fortuin (Maastricht, 15 mei 1997) is een Nederlands hockeyster. Ze speelt als aanvallende middenvelder of aanvaller.

## Sportcarrière
Fortuin speelde in de jeugd van Oranje Zwart en debuteerde in 2011 in het eerste dameselftal. In 2017 stapte ze over naar SCHC, waar ze speelde in de hoofdklasse. Fortuin maakt in juni 2024 de overstap naar Kampong.
Ze debuteerde begin 2019 in de nationale vrouwenploeg in een duel met Australië in de FIH Pro League. Ze speelde haar voorlopig laatste interland in 2022.

## Erelijst
- Hockey Pro League 2019
- Hockey Pro League 2021-2022